# 2022年加利福尼亞州副州長選舉
2022年加利福尼亞州副州長選舉將於2022年11月8日舉行，選舉加利福尼亞州副州長。現任民主黨副州長埃萊尼·庫納拉基斯有資格競選連任。